# Kjetil Jansrud
Kjetil Jansrud, född 28 augusti 1985 i Stavanger i Norge, är en norsk alpin skidåkare. Han tog OS-silver i storslalom 2010.
Han startade sin karriär som sextonåring då han deltog i Europacupen. I januari 2003 debuterade han internationellt på seniornivå i Wengens slalom. Jansrud har kommit på pallen flera gånger i världscupen. Hans första seger kom i super-G den 4 mars 2012 i Kvitfjell. Han har fram till 21 december 2014 sju världscupsegrar och 20 pallplatser 
Under olympiska vinterspelen 2010 i Vancouver vann Jansrud silver i storslalom efter att ha legat på elfte plats efter första åket. I andra åket hade han den bästa tiden. Han deltog i alla fem grenar under OS 2010. Vid nästföljande OS, 2014, vann han en individuell bronsmedalj i störtlopp och ett guld i super-G.

## Världscupssegrar (7)
| Datum            | Plats        | Gren      |
| ---------------- | ------------ | --------- |
| 4 mars 2012      | Kvitfjell    | Super-G   |
| 28 februari 2014 | Kvitfjell    | Störtlopp |
| 2 mars 2014      | Kvitfjell    | Super-G   |
| 29 november 2014 | Lake Louise  | Störtlopp |
| 30 november 2014 | Lake Louise  | Super-G   |
| 5 december 2014  | Beaver Creek | Störtlopp |
| 20 december 2014 | Val Gardena  | Super-G   |